# Luque
Luque je grad u Paragvaju

## Povijest
Luque se nalazi na zapadu Paragvaja na granici s Argentinom u Centralnom okrugu. Dvije godine se navode kao trenutak osnutaka grada 1635. i 1750. Bio je privremeni glavni grad Paragvaja od 22. veljače do 7. prosinca 1868. godine tijekom Građanskog rata.  Jedan je od najvažnijih gradova u državi, najvažnija zračna luka u zemlji Zračna luka Silvio Pettirossi nalazi se u njemu, a sjedište je i CONMEBOL-a.
To je rodno mjesto José Luis Chilaverta, paragvajskog nogometaša.

## Stanovništvo
Prema podacima iz 2007. godine u gradu živi 362.862 stanovnika, dok je 2002. godine imao 176.433 stanovnika. Prostire se na 203 km ².

## Vanjske poveznice
- Službena stranica